# Родительские права
Родительские права — гражданские права человека, обретаемые им одновременно со взятием на себя обязанностей по воспитанию и содержанию ребёнка. 
Обладателем родительских прав может быть как биологический родитель ребёнка, так и тот, кто его усыновил. 
В России к родительским правам относятся:
- Право на воспитание ребёнка (преимущественное перед всеми другими лицами), на выбор формы его образования и конкретного образовательного учреждения;
- Право представлять интересы ребёнка в отношениях с любыми физическими и юридическими лицами;
- Право родителя, проживающего отдельно, на общение с ребёнком, на получение информации о нём из образовательных, медицинских и других учреждений;
- Право несовершеннолетних родителей проживать совместно с ребёнком и участвовать в его воспитании
- Право нетрудоспособных родителей получать содержание от трудоспособных детей

По достижении ребёнком 18 лет родительские права прекращаются (за исключением права нетрудоспособных родителей на содержание). Прекращение родительских прав происходит и в случае приобретения детьми полной дееспособности до этого возраста.
Лишение родительских прав осуществляется по решению суда в отношении каждого ребёнка в отдельности и не освобождает от родительских обязанностей (за исключением случая усыновления (удочерения) ребёнка, когда ребёнок утрачивает права и освобождается от обязанностей по отношению к своему биологическому родителю (ст. 137 СК РФ)).

## Установление отцовства
Юридические права и обязанности между родителями и детьми возникают на основе государственной регистрации происхождения ребёнка. Сам по себе факт кровного родства, не подтвержденный в законом порядке установления отцовства, не порождает юридических прав и обязанностей родителей и детей. 
Отцовство устанавливается судом обычно в следующих случаях:
- Один из родителей уклоняется от подачи совместного заявления в органы, регистрирующие рождение ребёнка;
- Фактический отец не может добиться признания его отцом.

При этом если фактический отец узнал, что другое лицо записано отцом ребёнка, то фактический отец может оспорить данную запись в суде.
Установленное происхождение ребенка от конкретного человека является основанием для  прав и обязанностей как родителя, так и его детей.
В России и СССР в разное время существовали различные правила признания отцовства.
В Российской империи до 1902 г. внебрачные (незаконорожденные) дети не имели никаких имущественных прав в отношении своих родителей. В 1902 году было установлено, что внебрачный ребёнок имеет право наследовать имущество своей матери и имеет право на ограниченное содержание от отца, если удавалось доказать происхождение от него ребёнка. 
Согласно Кодексу законов об актах гражданского состояния, Брачном, Семейном и Опекунском праве РСФСР 1918 г. отцом и матерью ребёнка считались лица, записанные в книге записей о рождении в качестве его родителей, независимо от того, состоят ли они в браке или нет. При отсутствии записи о родителях, неправильности или неполноте заинтересованным лицам предоставлялось право доказывать отцовство и материнство в судебном порядке. 
Кодекс законов о браке, семье и опеке РСФСР 1926 г. упростил и упорядочил процедуру установления отцовства. В целях защиты интересов ребёнка матери предоставлялось право в период беременности или после рождения ребёнка подать заявление об отце ребёнка в орган записи актов гражданского состояния. О поступившем заявлении этот орган извещал лицо, названное в заявлении отцом. Если от последнего в течение месяца со дня получения им извещения не поступало возражения, этот мужчина записывался отцом ребёнка. Обратиться в суд с заявлением об установлении отцовства можно было только после рождения ребёнка.
Согласно Указу Президиума Верховного Совета СССР от 08.07.1944 г. «Об увеличении государственной помощи беременным женщинам, многодетным и одиноким матерям, усилении охраны материнства и детства, об установлении почетного звания «Мать-героиня» и учреждении ордена «Материнская слава» и медали «Медаль материнства»» отменялось право обращения матери в суд с иском об установлении отцовства и о взыскании алиментов по содержанию ребёнка, родившегося от лица, с которым она не состоит в зарегистрированном браке. Эта норма была отменена лишь с принятием «Основ законодательства СССР о браке и семье» в 1968 г.. Но все равно требовались доказательства признания отцом своего отцовства и доказательств нахождения ребёнка у него на иждивении. 
Только после принятия Семейного кодекса РФ в 1995 г. для признания отцовства стало достаточным любых доказательств, с достоверностью подтверждающих происхождение ребёнка от ответчика. Наиболее достоверным из них является генетическая экспертиза. Следует учитывать, что нормы Семейного кодекса РФ не имеют обратную силу и не действуют в отношении установления отцовства детей, рождённых до 1 марта 1996 г.

## Лишение родительских прав
Если родители, или один из них, уклоняются от выполнения своих обязанностей, жестоко обращаются с детьми, осуществляют психическое или физическое насилие над ними, больны наркоманией или хроническим алкоголизмом, совершили  преступление против здоровья или жизни своих детей, то они могут быть лишены родительских прав. Детей, родители которых живы, но лишены или ограничены в родительских правах, называют социальными сиротами. В России  к самым распространенным причинам социального сиротства относятся алкоголизм родителей, крайне тяжелое материальное положение, неисполнение родительских обязанностей (например, если родители подолгу оставляют ребенка одного, заставляют детей бродяжничать, не поддерживают дома нормальные условия проживания). 